# Hosokawa Micron
Hosokawa Micron B.V. is een Nederlands technologiebedrijf gevestigd in Doetinchem. Het bedrijf ontwikkelt en produceert machines en systemen voor de poederverwerkende industrie en is gespecialiseerd in apparatuur voor meng-, droog- en agglomereerprocessen. Het bedrijf maakt deel uit van de Hosokawa Group met het hoofdkantoor in Osaka, Japan.
Het bedrijf levert wereldwijd aan klanten in de chemische, cosmetische, farmaceutische, metaal-, mineraal- en voedingsmiddelenindustrie.

## Geschiedenis
Hosokawa is sinds 1960 actief op de Europese markt. Met Nautamix werden eind jaren 60 licentie-overeenkomsten gesloten voor elkaars producten. In 1982 nam Hosokawa het noodlijdende Nautamix over. In september 1983 richtte men het dochterbedrijf Hosokawa Micron B.V. op, met het hoofdkantoor in Haarlem. Een jaar later werden Vrieco en I.S.E.M overgenomen en ondergebracht bij het dochterbedrijf. In 1991 ging Nautamix weer zelfstandig verder, maar dan onder de naam Secam; in 1994 ging Secam failliet.
In 1993 zijn de bedrijven samengevoegd op één locatie in Doetinchem. In 2000 werd de firma Hosokawa Schugi B.V. in Hosokawa Micron B.V. geïntegreerd.

### Nautamix
In 1923 startte J.E. Nauta in Haarlem een fabriek waar hij machines voor de veevoederindustrie ging maken. In 1946 ontwikkelde hij een conische mengmachine met een draaiende, langs de wand van de mengketel wentelende transportschroef. De Nauta-menger vond wereldwijd afzet en de firma Nautamix groeide uit tot een bedrijf met op het hoogtepunt 150 werknemers en vestigingen in Haarlem en Assen. In 1982 verwierf de Hosokawa Micron Group een meerderheidsbelang in het noodlijdende bedrijf en Nautamix ging tot de samenvoeging verder onder de naam Hosokawa Nauta Europe B.V.

### Machinefabriek Vrieco
Machinefabriek Vrieco is in de jaren dertig van de 20e eeuw ontstaan uit de smederij van J.W. de Vries. Na de oorlog constateerde De Vries dat het smederijbedrijf in zijn toenmalige vorm onvoldoende toekomst had. Zijn contacten met molenaars waren mede bepalend voor de ontwikkeling van smederij tot constructiebedrijf. De naam stond voor 'De Vries Constructies'. Vrieco specialiseerde zich in mengmachines en transporteurs voor poedervormige producten. In 1964 vestigde Vrieco zich op het industrieterrein van Zelhem. In 1984 werd het bedrijf overgenomen door de Hosokawa Micron Group.

### I.S.E.M.
In 1928 werd in Doetinchem de N.V. Internationale Spinpot Exploitatie Maatschappij (I.S.E.M.) opgericht, een joint-venture van kunstzijdefabrikant ENKA in Ede en elektromotorfabrikant De Vijf in Doetinchem. Doelstelling was het fabriceren en verkopen van spinpotmotoren en andere machines voor de productie van kunstzijde. Directeur werd Rento Hofstede Crull, welke eveneens directeur was van De Vijf. Na de dood van Crull in 1938 werd de I.S.E.M. ondergebracht bij de Algemene Kunstzijde Unie (AKU), net als Enka een van de onderdelen waaruit AkzoNobel is ontstaan. In 1984 werd de I.S.E.M. verkocht aan de Hosokawa Micron Group.

### Schugi
In 1954 werd in Haarlem de firma Schugi opgericht door de heren Schuurmans en Van Ginneken, voluit genaamd Schugi Process-engineers B.V. In 1988 werd het bedrijf overgenomen door de Amerikaanse Bepex Corporation, welke op haar beurt in 1992 overgenomen werd door de Hosokawa Micron Group.

## Producten
- Conische schroefmenger (Nauta-menger)[9][10]
- Modulaire continu-menger[11][12]
- Continu agglomereersysteem[13]

## Innovatiehub
Hosokawa Micron B.V. is medeoprichter van en deelnemer aan de Innovatiehub Doetinchem, een project van Saxion en de Hogeschool van Arnhem en Nijmegen. Een Innovatiehub is een organisatie met het doel studenten een stage- en afstudeeropdracht te bieden en innovatie bij de deelnemende bedrijven te stimuleren.